# ヲシテ文献
ヲシテ文献（ヲシテぶんけん）は、日本の偽書である。ヲシテ文字（ホツマ文字）として知られる神代文字を用いた一連の古史古伝の総称であり、ホツマ文献（ホツマぶんけん）とも呼称される。江戸期の成立であると考えられている。

## 歴史

### 成立
吉田唯によれば、現伝するヲシテ文献のなかで最古であるのは『神嶺山伝記歳中行事紋』 であり、安永年間（1772年 - 1781年）以前に成立したものである。同書に傍注を加えたのは、筆跡から僧侶の溥泉であるとみなされている。溥泉は、安永9年（1780年）に年代が明確にわかるものとしては最古のヲシテ文献である、『春日山紀』を著している。これは、『秀真政伝紀』の注釈書である。
『秀真政伝紀』の最古の写本は日吉神社蔵（藤樹記念館寄託）の明治33年（1903年）謄写本であり、『日本書紀』に大物主神の子と記載される大田田根子による序が記されている。同書はその子孫を自称する和仁估安聡（）が安永4年（1775年）に訳文をつけたものであるという。昭和2年（1927年）の『高島郡志』には「寛文の頃佐々木氏郷あり、安永のころ和仁古安聡あり。共に本郡神社の由緒を偽作せり」とある。旧高島郡には『和解三尾大明神本土記』『嘉茂大明神本土記』『万木森薬師如来縁起』といった、和仁估の作品と考えられる寺社縁起が多く残っており、これらの用語や伝承にはヲシテ文献と共通するものも多い。
藤原明は、『秀真政伝紀』の序文に『先代旧事本紀大成経』にあらわれる「七家の記し文」に関する記述があること、『大成経』が重視する伊雑宮を同書も皇宮であったと論じること、両書に孝霊天皇の御製として同一の歌が記載されていることなどから、同書は『大成経』の派生書としての性質が濃厚であると述べるとともに、和仁估が偽造した諸社の縁起において賀茂阿志都彌神社を賀茂神社の元宮とする記述がみられること、和仁估の家系（井保家）の先祖が比叡山の目代井保坊という伝承があることから、叡山の記家による何らかの記述がこれらの文献の元になっている可能性、井保家が山門領において何らかの特権を維持すべく、こうした偽書を手掛けた可能性について論じている。

### 受容
和仁估安聡は、漢文訳をつけた『秀真政伝紀』を、朝廷に献上しようとしたという。天明の大飢饉により安聡の継嗣が断絶すると、しばらく『秀真政伝紀』は埋没するが、天保元年（1830年）に玉田永教とともに近江を訪れた小笠原通当が、産所村の三尾神社に奉納されていた同書を発見し、借用したのちその注釈書である『神代巻秀真政伝』を記している。平田篤胤は、『神字日文伝』の疑字篇にて、これらの文献を記す際に用いられる文字であるヲシテについて、「土牘秀真文（はにふたほつまふみ）」「三笠山伝記」の名前で触れている。明治には、小笠原通当の子孫である長城・長武父子が、佐佐木信綱宛てに『秀真政伝紀』を送り、宮中に同書を献上しようとしたものの、佐佐木により偽書として一蹴された。
ヲシテ文献が再度脚光を浴びるのは、1966年（昭和41年）に松本善之助が古書店で『秀真政伝紀』の一部を発見して以降である。松本は和仁估安聡の故地である安曇川や、小笠原家のある宇和島などに足を運び、『秀真政伝紀』の完本のほか、『太占』や『三笠文』といったほかのヲシテ文献の所在も確認する。松本はこれらの文献こそが記紀の原典にあたるという確信のもと研究会を結成し、1980年（昭和55年）には、毎日新聞社より『秘められた日本古代史［ホツマツタヘ］』を刊行している。藤原明は、2004年（平成16年）の『日本の偽書』において、「近年『東日流外三郡誌』真贋論争の影響もあってか、超古代史関係の真書説の言説が静穏になりつつある中、『秀真伝』真書論者のみが目立っている」と論じている。

## 内容
『秀真政伝紀』によれば、一連のヲシテ文献は、東征の帰途に病没した日本武尊の遺言にもとづき、景行天皇が『香久御機』を書いたことにはじまるものであるといい、その後中臣氏の祖である大鹿島命が『三笠文』、三輪氏の祖である大田田根子が『秀真政伝紀』を記したという。吉田唯は、同文献群を近世において重要であった概念について新たな起源をつくりあげた「近世神話」のひとつであると位置づけている。

### ヲシテ
『神嶺山伝記歳中行事紋』 には「璽」の字に「ヲシテ」の仮名が振られるほか、『春日山紀』には「瓊璽印相（）」との記述が見られる。この文脈において、「璽」は三種の神器たる八尺瓊勾玉を意味するものであり、文字を神器の印相とみなす考えがあったものと考えられる。「ヲシデ（テ）文字」という言葉は『秀真政伝紀』に記されるものであり、池田満により同文献群に用いられる文字の通称として用いられはじめた。

### 歌学
『秀真政伝紀』は前編が七五調で記されており、第一紋（あや、「巻」と同義）においては和歌の神であるワカヒメの誕生から結婚までが描かれる。同書においては「あしびきの（山）」「ほのぼのと（明）」「ぬばたまの（夜）」といった枕詞の起源がイザナギの黄泉国帰りやワカヒメの事跡と紐づけられる。こうした枕詞の秘儀的解釈は中世においても古今伝授などにみられるものである。原田は、ヲシテ文献は歌道が特定の家による管理を離れ、様々な歌論が勃興した時勢と密接に関わったものであるとして、特に『秀真政伝紀』は「全体を『歌』として構成した近世歌道書」として読み解くことができると述べている。